# Pachyrhizodus
Pachyrhizodus è un genere di pesci ossei estinto, appartenente ai crossognatiformi. Visse tra il Cretaceo inferiore e il Paleocene (Albiano - Daniano, circa 105 - 60 milioni di anni fa) e i suoi resti fossili sono stati ritrovati in Europa, Nordamerica, Sudamerica, Australia e Nuova Zelanda.

## Descrizione
Questo pesce era di grandi dimensioni e le proporzioni generali del corpo dovevano assomigliare a quelle di un tonno. Gli esemplari più grandi della specie di maggiori dimensioni (Pachyrhizodus caninus) potevano arrivare ai 3 metri di lunghezza. Le potenti mascelle erano armate di grandi denti aguzzi. La premascella possedeva due file di denti, mentre l'osso mascellare e la mandibola avevano una sola fila di denti conici, ricurvi e dotati di basi rigonfie, molto simili a quelli dei rettili marini della famiglia Mosasauridae. I denti erano pleurodonti, ma erano parzialmente radicati in alveoli poco profondi.
Era presente un grande opercolo, così come una grande squama davanti a ogni pinna pettorale. Le pinne possedevano un primo raggio piatto e largo. I ceratoiali e i vomeri erano piuttosto grossi. Le vertebre mostravano un particolare pattern interno, che in sezione ricordava una croce. La specie P. caninus doveva possedere una pinna dorsale simile a quella di un marlin, con una parte anteriore molto alta e falciforme, e una lunga parte posteriore bassa (Shimada, 2015).

## Classificazione

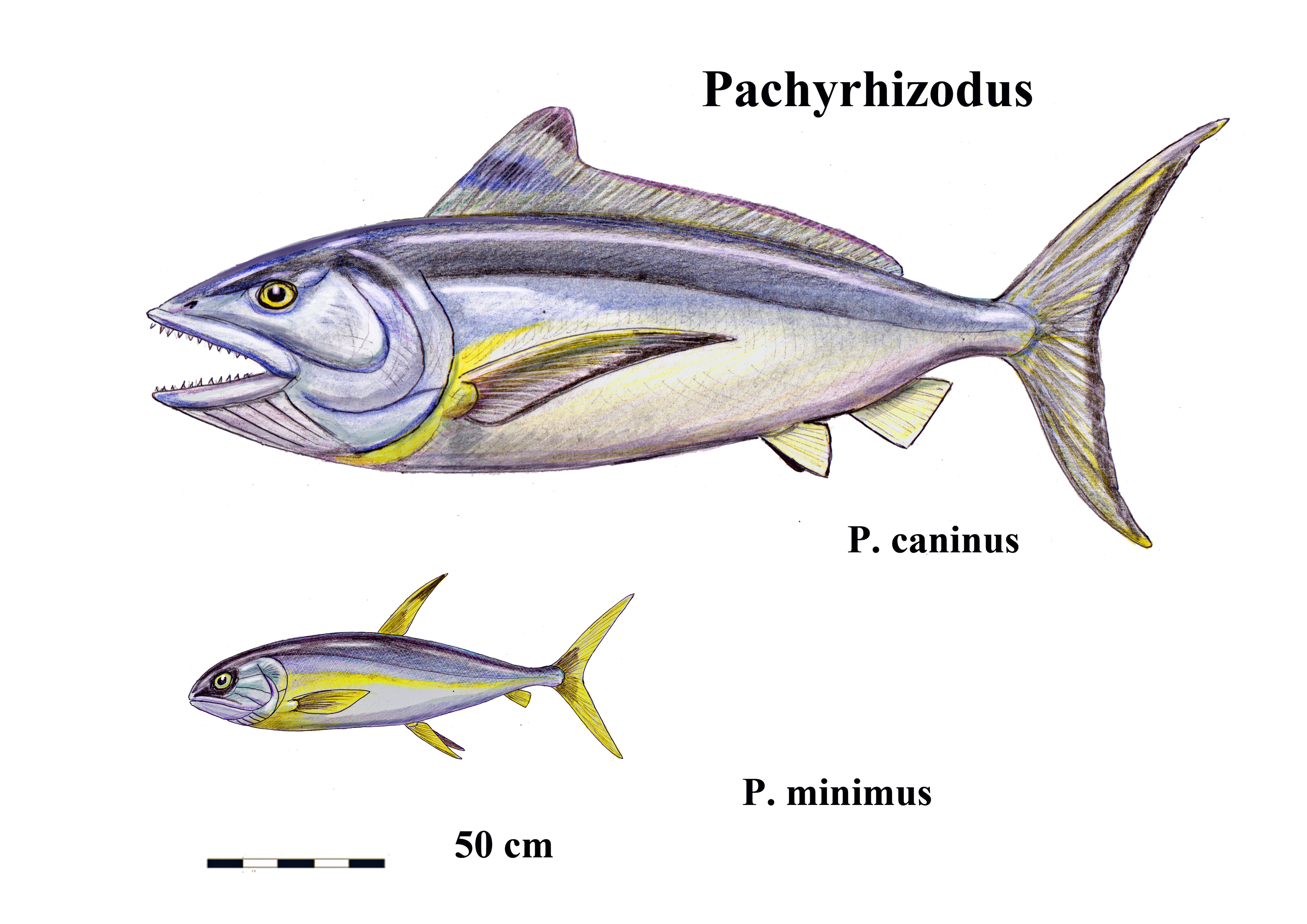
Ricostruzione di due specie di Pachyrhizodus del Nordamerica

La specie tipo di Pachyrhizodus è P. basalis, rinvenuta in terreni del Turoniano del Sussex (Inghilterra meridionale) e descritta da Dixon nel 1850. I migliori fossili attribuiti a questo genere provengono però dal Nordamerica: la specie più nota è P. caninus, di grandi dimensioni, i cui resti fossili sono comuni nella zona del Canale Interno Occidentale (Manitoba, Alabama, Texas, Kansas). A questa specie sono stati attribuiti altri resti ritrovati in Messico e in Nuova Zelanda. Altre specie nordamericane sono P. minimus, che non oltrepassava il metro di lunghezza, e P. leptopsis, i cui denti fossili sono stati a lungo confusi con quelli dei rettili mosasauri. Quest'ultima specie potrebbe appartenere a un genere a sé stante (Stewart e Hakel, 2005). Dall'Europa proviene anche la specie P. subulidens, e dall'Australia le specie P. marathonensis e P. grawi, considerate tra le forme più antiche del genere. Altri fossili di Pachyrhizodus sono stati ritrovati in Colombia.
Pachyrhizodus è stato avvicinato ai clupeiformi, agli elopiformi e ai salmoniformi; tuttavia, ricerche più recenti hanno determinato che faceva parte di un gruppo di pesci teleostei estinti, i crossognatiformi, vissuti tra la fine del Mesozoico e l'inizio del Cenozoico. In particolare, Pachyrhizodus e le forme simili (Pachyrhizodontoidei) erano molto diffuse nell'emisfero occidentale durante il Cretaceo.

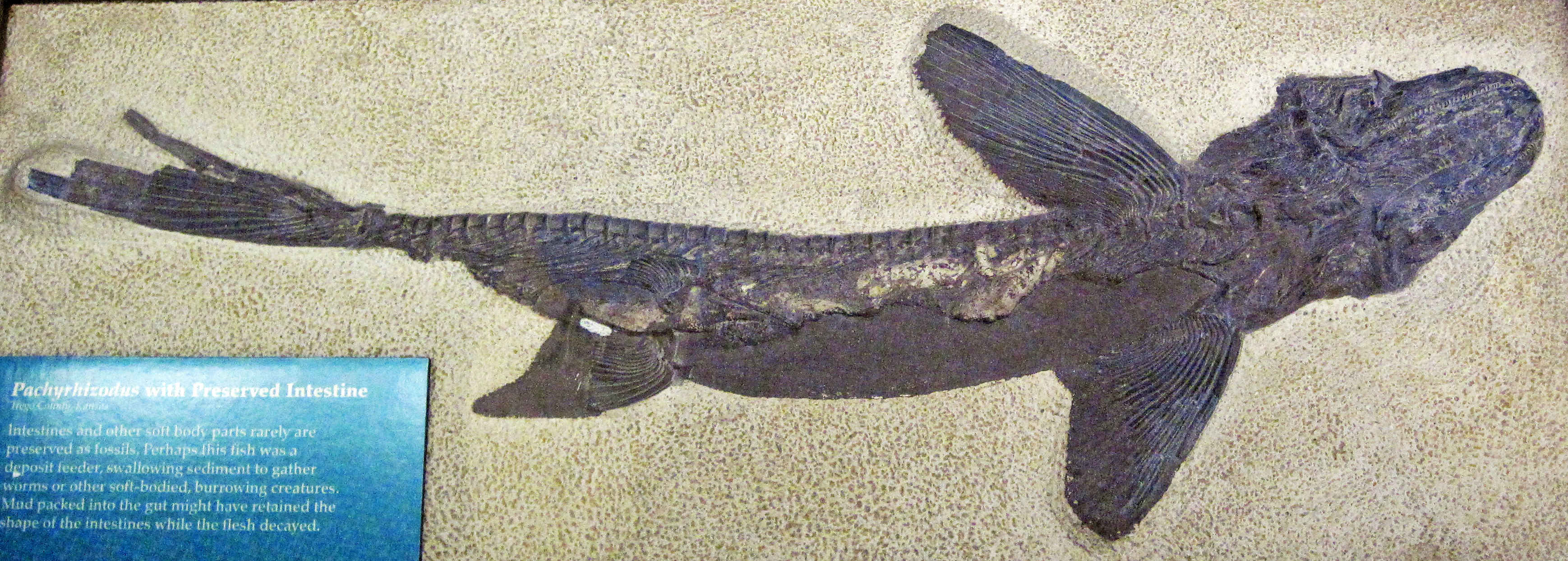
Fossile di Pachyrhizodus in cui si è conservata l'impronta fossile dell'intestino

## Paleoecologia
Pachyrhizodus doveva essere un veloce pesce predatore attivo, che nuotava in un ambiente di mare aperto in modo simile agli attuali tonni e marlin. Un esemplare rinvenuto in Texas conserva al suo interno, nella zona dello stomaco, i resti di un altro pesce predatore (un ittiodectiforme). È probabile che quest'ultimo fosse una sua preda (Shimada, 2015).